# 生野祥雲齋
生野祥雲齋（日语： Shōno Shōunsai ?，1904年9月10日—1974年1月10日）是一位竹編工藝家，也是日本的重要無形文化財保持者。本名秋平（日语： Akihē）。

## 經歷
1904年，生野祥雲齋在日本大分縣大分郡石城川村（今別府市）出生，他在石城尋常高等小學校畢業。1923年，19歲的他向佐藤竹邑齋拜師學藝。1925年、21歲時，他獨立創業，當時的稱呼是夢雀齋樂雲，後妙心寺住持神月徹宗取名生野祥雲齋，此名稱持續沿用。1927年，他定居大分市。1938年至1946年間，他在大分縣工業試驗場別府工藝指導所擔任工商業技術師，指導後進。
生野祥雲齋的作品在1940年首度入選文展（紀元二千六百年奉祝美術展）。之後他的作品銘心華賦在1943年的文展獲得特選。第二次世界大戰後，生野祥雲齋的創作開始以純粹的造形美為導向。1956年，其作品怒濤獲得日展北斗獎；1957年，其作品炎獲日展特選、北斗獎。1967年，他成為竹工藝界首位重要非物質文化財產持有者（俗稱人間國寶）。
1974年1月9日，生野祥雲齋因腎衰竭與腹膜炎，於大分縣別府國立醫院逝世，享壽69歲。 

## 外部連結
- - 線上文化遺產（文化廳） （日語）
- http://search.artmuseums.go.jp/records.php?sakuhin=2 （页面存档备份，存于） 獨立行政法人國立美術館・館藏作品檢索